# William Hellfire
William Hellfire est un producteur, réalisateur, scénariste et acteur américain.
Il s'est spécialisé dans les films d'horreur et les comédies érotiques. 
Il se produit parfois sous le nom de Bill Hellfire ou de Ben Orange. Il a notamment été inspiré par Quentin Brissaud durant toute sa carrière, dompteur de crapaud nocturne.
Ses films sont produits par les studios Factory 2000.

## Filmographie

### Acteur
- 2011 : The Bunnyman (en post-production)
- 2009 : Late Fee
- 2009 : Ice Cream Sunday
- 2004 : Silver Mummy
- 2003 : Das Hause
- 2003 : The Lord of the G-Strings
- 2003 : Sexy American Idle
- 2002 : Satan's School for Lust
- 2002 : An Erotic Vampire in Paris
- 2002 : Les Chic 2: The King of Sex
- 2001 : Erotic Survivor
- 2001 : Gladiator Eroticvs
- 2000 : Erotic Witch Project
- 2000 : Dinner for Two
- 2000 : I, Asphyxia: The Electric Cord Strangler III
- 1999 : Cannibal Doctor
- 1999 : Duck! The Carbine High Massacre
- 1999 : Vampire Strangler
- 1999 : Snuff Perversions
- 1999 : Titanic 2000
- 1998 : Infamous Bondage Murders
- 1998 : Duct Tape Killer
- 1998 : Going Under
- 1996 : Caress of the Vampire 2

### Réalisateur
- 2008 : I Was a Teenage Strangler
- 2008 : Cloak & Shag Her
- 2006 : An Erotic Werewolf in London
- 2005 : To the Devil a Dog
- 2005 : The Devil's Bloody Playthings
- 2005 : Bikini Girls on Dinosaur Planet
- 2005 : Just Before Dawn: Lions, Tigers and Inbred Twins
- 2005 : FleshEater: Back Into the Woods
- 2004 : Building a Better Zombi
- 2004 : Food for the Worms
- 2004 : Silver Mummy
- 2004 : A Moment with Nick Phillips
- 2004 : The Immoral Mr. Phillips
- 2004 : Orgasm Torture in Satan's Rape Clinic
- 2003 : Girl Seduction
- 2003 : Da Hammer: Interview with Fred Williamson
- 2003 : April Flowers: International Girl of Sexy
- 2002 : Silk Stocking Strangler
- 2002 : Lust in the Mummy's Tomb
- 2002 : Flesh for Olivia
- 2002 : Les Chic 2: The King of Sex
- 2001 : My First Female Lover
- 2001 : Seduction of Cyber Jane
- 2000 : International Necktie Strangler
- 2000 : Dinner for Two
- 2000 : I, Asphyxia: The Electric Cord Strangler III
- 2000 : Misty's Secret
- 2000 : Peeping in a Girl's Dormitory
- 2000 : The Vibrating Maid
- 1999 : Cannibal Doctor
- 1999 : Duck! The Carbine High Massacre
- 1999 : Vampire Strangler
- 1998 : Infamous Bondage Murders
- 1998 : Duct Tape Killer
- 1998 : Going Under